# Polypodiopteris brachypodia
Polypodiopteris brachypodia är en stensöteväxtart som först beskrevs av Edwin Bingham Copeland, och fick sitt nu gällande namn av Clyde Franklin Reed. Polypodiopteris brachypodia ingår i släktet Polypodiopteris och familjen Polypodiaceae. Inga underarter finns listade.